# T86
Type 86 ili T86 (kin. 聯勤 Type 86) je tajvanska jurišna puška. Riječ je o nasljedniku modela Type 65. Zbog limitirane proizvedene količine nakon dugotrajnog razvojnog procesa, puška je postala temelj za proizvodnju modela Type 91.

## Povijest
Razvoj automatske puške Type 86 je započeo 1992. godine s ciljem da zamijeni postojeći model Type 65. Tokom njenog razvoja istraženo je nekoliko radikalnih koncepata ali su u konačnici odbijeni zbog visokog rizika. Ipak, prototip XT86 je prikazan javnosti 1996. godine s nekoliko inovatvnih značajki te značajnim odstupanjem od američkog utjecaja na dizajn oružja.
Dizajn puške Type 86 je dovršen 1998. godine te je dobio službeni naziv: 5.56 mm T86 jurišna puška (kin. 5.56公厘T86戰鬥步槍).

## Dizajn
Konačni dizajn puške Type 86 je predstavljao evoluciju u odnosu na prethodnika Type 65. Pojedini dijelovi izrađeni su od aluminija koji se primjenjuje u proizvodnji zrakoplova. Prototip sklopivog metalnog kundaka je zamijenjen s polimerskim kundakom s američkog M4 karabina dok je zadržan prototip polimerskog rukohvata.
Regulator paljbe je sličan kao i kod pušaka Type 65 i M16. Type 86 ima selektor paljbe s četiri moda (S - zakočeno, 1 - pojedinačna paljba, 3 - paljba s tri rafala i A - automatska paljba). Stražnji čelični ciljnik je podesiv ovisno o visini i utjecaju vjetra.
Cijev puške je duga 375 mm a na nju je montiran skrivač plamena. T86 koristi streljivo kalibra 5.56x45mm NATO a kompatibilan je sa STANAG okvirima različitih kapaciteta.
Klipni cilindar i sustav okidanja mogu se rastaviti kao kompletna cjelina smanjujući time rizik od gubitka malih dijelova.
Na Type 86 se može montirati 40 mm bacač granata T85 koji je standardan dio opreme tajvanske vojske.

## Proizvodnja i uporaba
Automatska puška Type 86 nije ostvarila visoka očekivanja pa se ne koristi u velikom broju u tajvanskoj vojsci i marinskom korpusu. Prioriteti tajvanskog obrambenog proračuna krajem 1990-ih prisilili su vojsku da odgodi povlačenje starijih modela T65K1 i T65K2. Mala količina Type 86 uvedena je u uporabu tajvanske mornarice a puška je podvrgnuta rigoroznim ispitivanjima čiji su se rezultati uvelike razlikovali ovisno o uvjetima okoline.
Službeno, najveći korisnik Type 86 je tajvansko Ministarstvo vanjskih poslova. Na temelju fotografija objavljenih 2005. godine na web stranici www.militaryphotos.net došlo se do zaključka da tu pušku koristi i jordanska kraljevska vojska. Prodaju pušaka Jordanu kasnije je potvrdila i tajvanska Vlada.

## Korisnici
- Tajvan[1]
- Jordan

## Vidjeti također
- T65
- T91